# Fridolf Wirmark
Oskar Fridolf Johannes Wirmark (i riksdagen kallad Wirmark i Örebro), född 15 januari 1910 i Virserums församling, Kalmar län, död 6 mars 1986 i Mikaels församling, Örebro län, var en svensk överförmyndare och politiker.
Wirmark, vars far hette Gustafsson, var ledamot av Örebro stadsfullmäktige 1950-1958. Han var ledamot av riksdagens första kammare 1959-1970, invald i Örebro läns valkrets. Han var under flera år landstingsråd i Örebro län och landstingsman 1950-1976. Wirmark ligger begraven på Längbro kyrkogård.